# Campeonato Italiano de Rugby 1930-31
El Campeonato de Rugby de Italia de 1930-31 fue la tercera edición de la primera división del rugby de Italia.

## Sistema de disputa
El torneo se disputó en formato de eliminación directa en las cuales cada equipo enfrentaba de local y de visitante a su contrincante, en primer lugar se consideraban los partidos ganados y luego la diferencia de puntos.

## Desarrollo

### Fase Preliminar
|       | Resultado                     |     |
| ----- | ----------------------------- | --- |
| 3-33  | G.S. FIAT - G.S. Michelin     | 0-9 |
| 0-0   | Piemonte Sabaudo - GUF Genova | 3-5 |
| 15-0  | Rugby Roma - GUF Napoli       | 6-0 |
| 14-0  | Amatori Milano - GUF Padova   | 9-0 |
| 0-3   | Andrea Doria - GUF Torino     | 3-3 |
| 14-20 | 53.ª Legione - Bologna        | 6-3 |

### Cuartos de final

#### Cuartos de final 1
| 1931 | Amatori Milano | 6 - 0 | GUF Torino |  |  |

| 1931 | GUF Torino | 0 - 6 | Amatori Milano |  |  |

#### Cuartos de final 2
| 1931 | G.S. Michelin | 27 - 0 | GUF Genova |  |  |

| 1931 | GUF Genova | 0 - 8 | G.S. Michelin |  |  |

#### Cuartos de final 3
| 1931 | G.S. Mussolini | 20 - 11 | Rugby Bologna |  |  |

| 1931 | Rugby Bologna | 0 - 11 | G.S. Mussolini |  |  |

- Rugby Roma quedó libre en los cuartos de final

### Semifinal

#### Semifinal 1
| 1931 | Amatori Milano | 16 - 0 | G.S. Michelin |  |  |

| 1931 | G.S. Michelin | 0 - 15 | Amatori Milano |  |  |

#### Semifinal 2
| 1931 | Rugby Roma | 8 - 5 | G.S. Mussolini |  |  |

| 1931 | G.S. Mussolini | 3 - 3 | Rugby Roma |  |  |

### Final
| marzo de 1931 | Rugby Roma | 0 - 3 | Amatori Milano |  |  |

| 29 de marzo de 1931 | Amatori Milano | 15 - 0 | Rugby Roma |  |  |

| Bandera de Italia      |
| Campeón Amatori Milano |
| Tercer título          |